# Polygone à taches vertes
Polygonia faunus
Espèce
Le Polygone à taches vertes (Polygonia faunus) est un insecte lépidoptère de la famille des Nymphalidae, de la sous-famille des Nymphalinae, de la tribu des Nymphalini.

## Description

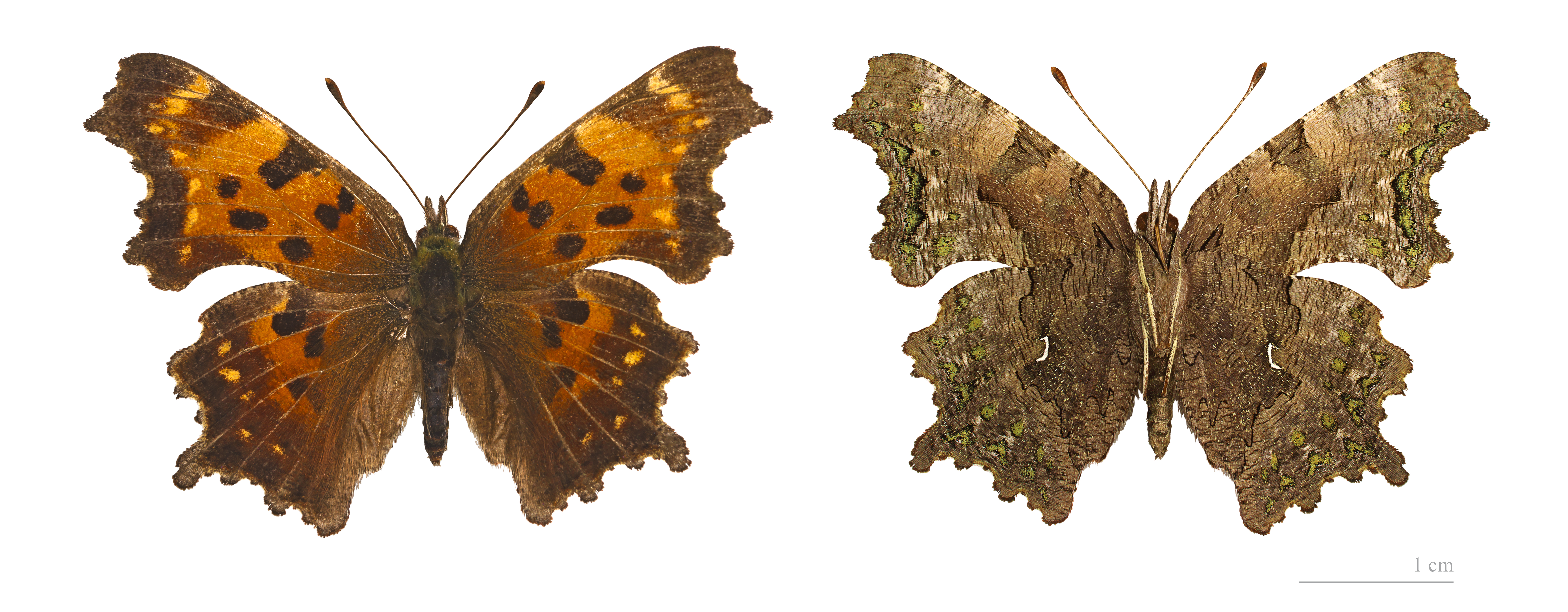
Polygonia faunus faunus ♂ - les deux faces - Muséum de Toulouse

Le Polygone à taches vertes est un papillon aux ailes très découpées, celui qui parmi les Polygonia possède les ailes les plus lobées, surtout chez le mâle. Le dessus est de couleur rouge orange à bordure marron avec une ornementation de quelques taches rondes marron vert aux antérieures et aux postérieures et une suffusion basale verte.
Le revers, marron terne ou grisâtre suivant les sous-espèces, possède une rangée submarginale de taches vertes, c'est une livrée cryptique, faisant passer le Polygone à taches vertes pour une feuille morte.
Son envergure est comprise entre 45 et 64 mm,,

### Chenille
La chenille est noire et épineuse, ornée de lignes orange sur les flancs et de taches blanches et orange sur le dos ainsi.

## Biologie

### Période de vol et hivernation
Le polygone à taches vertes vole en une génération. Il émerge en juillet, vole jusqu'en septembre, hiverne et se réveille au printemps en avril. L'imago vit une dizaine de mois.

### Plantes hôtes
Les plantes hôtes des chenilles sont diverses : Alnus (aulne), Betula ( Betula lenta  un bouleau), Ribes, Rhododendron occidentale, Salix (Salix humilis  un saule), Ulmus et Vaccinium ,.

## Écologie et distribution
Il est présent en Amérique du Nord, dans tout le Canada au sud de la toundra et aux USA dans le nord (Minnesota, Wisconsin, Michigan), dans l'ouest sur la côte jusqu'en Californie et dans les Montagnes Rocheuses jusqu'en Arizona et au Nouveau-Mexique, dans l'est jusqu'en Pennsylvanie puis dans les montagnes de Virginie et Caroline du Nord,.

### Biotope
Le polygone à taches vertes réside dans la forêt boréale, en lisière de forêt et dans les clairières.

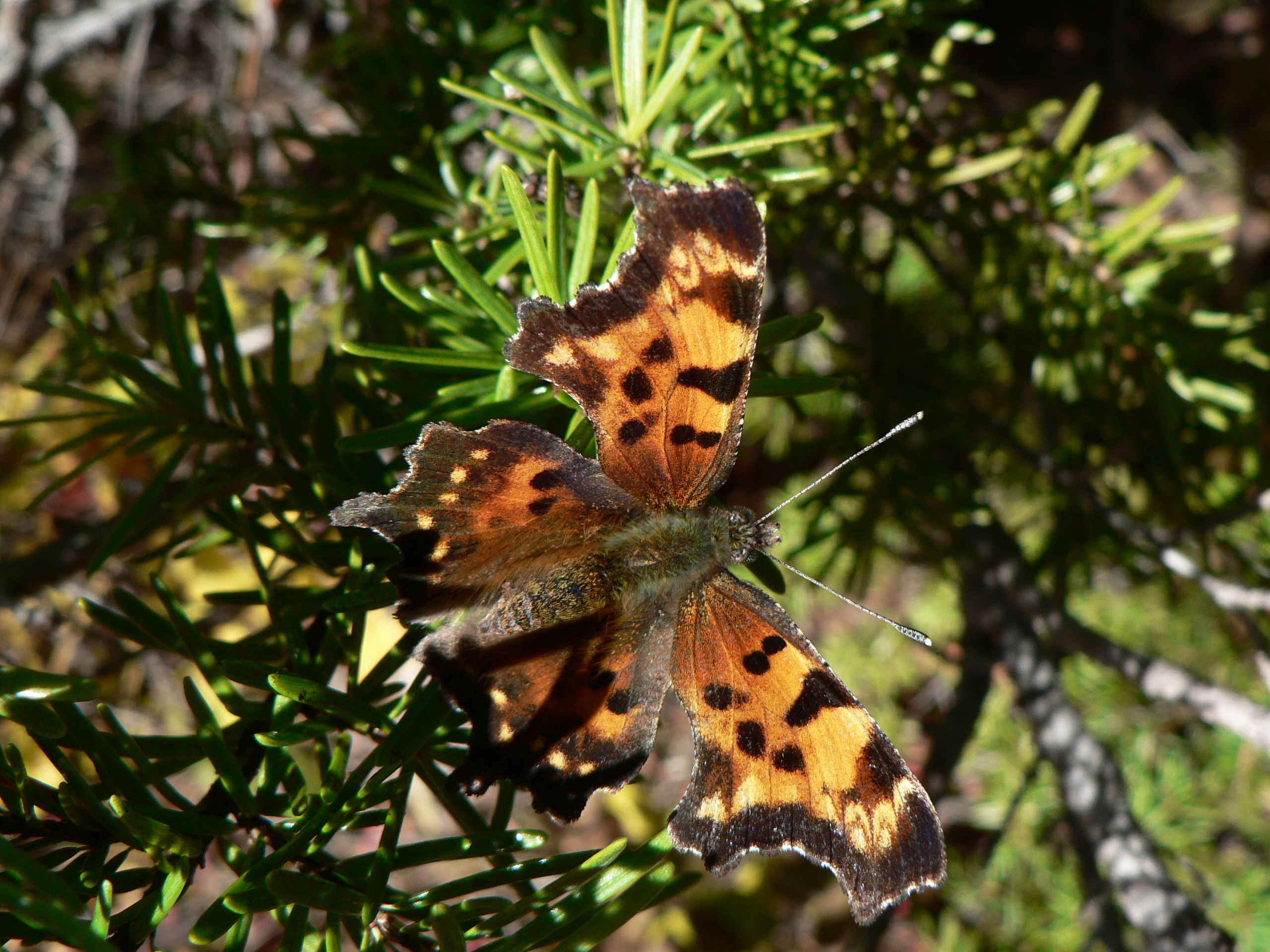
Polygone à taches vertes femelle

## Systématique
Polygonia faunus a été décrit par William Henry Edwards en 1862, sous le nom initial de Grapta faunus.

### Noms vernaculaires
- Polygone à taches vertes en français
- Green Faunus en anglais, et la sous-espèce Polygonia faunus hylas Colorado Anglewing[4].

### Synonymie
- Grapta faunus (Edwards, 1862)
- Nymphalis faunus (Edwards, 1862)
- Polygonia virescens (Scudder, 1875)[4]

### Taxinomie
Il existe sept sous-espèces :
- Polygonia faunus faunus
- Polygonia faunus arctica (Leussler, 1935)

Synonymie pour cette sous-espèce
Polygonia hylas arcticus (dos Passos, 1977) 
- Polygonia faunus cenveray (Scott et Kondla, 2006)[7]
- Polygonia faunus fulvescens (Emmel, Emmel et Mattoon, 1998)[8]
- Polygonia faunus hylas (Edwards, 1872)

Synonymie pour cette sous-espèce
Grapta hylas (Edwards, 1872) 
Polygonia orpheus (Cross, 1926)
Les larves de cette sous-espèce se trouvent sur Salix, Ribes inerme
- Polygonia faunus rustica (Edwards, 1874)[11]

Synonymie pour cette sous-espèce
Grapta rusticus (Edwards, 1874)
Grapta silvius (Edwards, 1874)
- Polygonia faunus smythi (Clark, 1937)[13]

## Le Polygone à taches vertes et l'Homme

### Protection
Pas de statut de protection particulier.